# Waverly (Washington)
Waverly az Amerikai Egyesült Államok északnyugati részén, Washington állam Spokane megyéjében elhelyezkedő város. A 2010. évi népszámlálási adatok alapján 106 lakosa van.
Waverly 1907. május 15-én kapott városi rangot.

## Történet
A településen 1878-ban jelentek meg fehér bevándorlók; a Waverly nevet 1879-ben kapta két telepes iowai szülővárosáról. A postahivatal 1880-ban nyílt meg A.D. Thayer Hangman (ma Latah) patak mellett fekvő lakóházában, ahol öt évig működött.
1884-ben P. Gimble megnyitotta a település első boltját; később az Oregon Railroad and Navigation Company vasútállomást, a Spokane Grain & Milling Company és a Pacific Coast Elevator Company pedig raktárakat létesített itt.
A Washington State Beet Sugar Company félmillió dollárból létrehozott cukorrépa-feldolgozója 1899 decemberében kezdte meg a termelést egy 570 hektáros területen; napi teljesítménye 320 tonna volt. A gyár veszteséget termelt, emellett nem volt elég hatékony, így a Utah állambeli sikereikre alapozva Thomas R. Cutler és a Utah Sugar Company tanácsokat adott a cégnek. 1910-ben az üzem bezárt és százezer dollárért felvásárolta a Gunnison Sugar Company; a berendezések 1917-ben Utah-ba kerültek. A gyárban 150-en dolgoztak, az aratásban pedig négyszázan működtek közre.

## Éghajlat
| Hónap                         | Jan.  | Feb.  | Már.  | Ápr.  | Máj. | Jún. | Júl. | Aug. | Szep. | Okt.  | Nov.  | Dec.  | Év    |
| ----------------------------- | ----- | ----- | ----- | ----- | ---- | ---- | ---- | ---- | ----- | ----- | ----- | ----- | ----- |
| Rekord max. hőmérséklet (°C)  | 16,1  | 18,9  | 22,8  | 34,4  | 36,7 | 41,1 | 44,4 | 41,7 | 37,8  | 32,2  | 22,2  | 17,8  | 44,4  |
| Átlagos max. hőmérséklet (°C) | 2,8   | 5,6   | 10,0  | 14,4  | 18,9 | 22,8 | 28,9 | 28,9 | 23,9  | 16,1  | 6,7   | 1,7   | 15,1  |
| Átlagos min. hőmérséklet (°C) | −5,0  | −3,3  | −1,1  | 1,1   | 4,4  | 7,8  | 10,0 | 10,0 | 5,6   | 1,1   | −2,2  | −5,6  | 1,9   |
| Rekord min. hőmérséklet (°C)  | −32,2 | −31,7 | −20,0 | −12,2 | −5,6 | −2,8 | −1,7 | −0,6 | −11,7 | −15,6 | −26,1 | −33,9 | −33,9 |
| Átl. csapadékmennyiség (mm)   | 52    | 39    | 40    | 35    | 44   | 31   | 17   | 13   | 19    | 33    | 62    | 57    | 442   |
| Forrás: The Weather Channel   |       |       |       |       |      |      |      |      |       |       |       |       |       |

## Népesség
A 2010-es népszámláláskor a városnak 106 lakója, 44 háztartása és 28 családja volt. A népsűrűség 100 fő/km2. A lakóegységek száma 50, sűrűségük 47,2 db/km2. A lakosok 97,2%-a fehér,  0,9%-a indián,    1,9%-a pedig kettő vagy több etnikumú. A spanyol vagy latino származásúak aránya 0,9% (   0,9% egyéb spanyol vagy latino származású.)
A háztartások 27,3%-ában élt 18 évnél fiatalabb. 59,1% házas, 4,5% egyedülálló nő,  36,4% pedig nem család. 31,8% egyedül élt; 6,8%-uk 65 éves vagy idősebb. Egy háztartásban átlagosan 2,41 személy élt; a családok átlagmérete 3,11 fő.
A medián életkor 40,7 év volt. A város lakóinak 27,4%-a 18 évesnél fiatalabb, 5,5% 18 és 24 év közötti, 20,8%-uk 25 és 44 év közötti, 37,7%-uk 45 és 64 év közötti, 8,5%-uk pedig 65 éves vagy idősebb. A lakosok 53,8%-a férfi, 46,2%-a pedig nő.

## Fordítás
Ez a szócikk részben vagy egészben  a   Waverly, Washington című angol Wikipédia-szócikk ezen változatának fordításán alapul.  Az eredeti cikk szerkesztőit annak laptörténete sorolja fel. Ez a jelzés csupán a megfogalmazás eredetét és a szerzői jogokat jelzi, nem szolgál a cikkben szereplő információk forrásmegjelöléseként.